# جيمس برنيت، اللورد مونبودو
كان جيمس بُرنيت، اللورد مونبودو، (عُمد في 25 أكتوبر 1714؛ توفي في 26 مايو 1799)، قاضيًا اسكتلنديًا وباحثًا في مجال تطور اللغويات وفيلسوفًا ومناديًا بالمذهب الربوبي. يشتهر اليوم بكونه مؤسس علم اللغويات التاريخية المقارن الحديث. في عام 1767 أصبح قاضيًا في المحكمة المدنية العليا.
وعليه، اتخذ برنيت لقبًا فخريًا على اسم ملكية والده ومقر العائلة، منزل مونبودو. كان مونبودو واحدًا من عدة باحثين ضلعوا حينها في تطوير المفاهيم الأولى للتطور البيولوجي. ينسب له البعض توقع فكرة الانتخاب الطبيعي من ناحية المبدأ والتي قرأها إراسموس داروين (وصرّح بها في كتاباته). قرأ تشارلز داروين أعمال جده إراسموس ثم طور الأفكار إلى نظرية علمية.

## صاحب نظرية تطورية
يعتبر بعض الباحثين مونبودو مفكرًا سبّاقًا في نظرية التطور. ومع ذلك، فإن بعض مؤرخي التطور المعاصرين لم يمنحوا مونبودو مكانة ذات شأن في تأثيره على تاريخ الفكر التطوري.
«مونبودو: رجل قانون اسكتلندي ورائد في الأنثروبولوجيا تقصى حول أصول اللغة والمجتمع وتوقع مبادئ التطور الداروينية». «مع بعض التردد، وسّع نطاق مبدأ روسو حول هوية نوع الإنسان والشمبانزي لربطه مع فرضية السلف المشترك لجميع الكائنات البشرية، واقترح ضمنيًا قانونًا عامًا للتطور». لوفجوي.
يعتقد تشارلز نيفز، أحد خلفاء مونبودو في المحكمة العليا في اسكتلندا، أن الفضل لم يُنسب لمونبودو كما يجب في وضع نظرية التطور. كتب نيفز بأسلوب شعري:
ولو أن داروين ينادي اليوم بالقانون
وينشره في كل اتجاه، أوه!
إلا أن الرجل الذي رأى السر لأول مرة
كان مونبودو العجوز الشريف
للمعمار تكون الأسبقية
حمل اللبنة الأولى، أوه!
لذا فلنستعد، يا اسكتلندا،
سندافع عن مونبودو.
يشير إراسموس داروين إلى عمل مونبودو في مؤلفاته (داروين 1803). اعتبر المؤلفون اللاحقون تحليل مونبودو سبّاقًا لنظرية التطور. ليس مؤكدًا ما إن قرأ تشارلز داروين لمونبودو أم لا. تناقش مونبودو مع بوفون فيما يتعلق بعلاقة الإنسان مع الرئيسيات الأخرى. لم يذكر تشارلز داروين مونبودو، لكنه علق على بوفون: «كان بوفون أول من كتب عن [التطور] بأسلوب علمي في العصر الحديث». اعتقد بوفون أن الإنسان نوعٌ لا علاقة له بالرئيسيات الدنيا، لكن مونبودو رفض تحليل بوفون وجادل بأن القردة العليا من البشرانيات لها صلة بفصيلة الإنسان: أشار في بعض الأحيان إلى عبارة «شقيق الإنسان» للتعبير عن هذه الصلة. تعرض مونبودو لإخفاقٍ في موقفه من الفكر التطوري، لأنه ذكر في إحدى المرات أن الإنسان يملك زوائد ذيلية (ذيول)؛ عجز بعض المؤرخين عن أخذه على محمل الجد بعد تلك الملاحظة، على الرغم من أن مونبودو كان معروفًا بالاستهزاء من منتقديه من خلال أقوال منافية للعقل.

يقول بيلي في كتابه الشجرة المقدسة والبوق أن «تشارلز داروين تأثر إلى حد ما بنظريات مونبودو، الذي يستحق لقب التطوري أكثر من لقب غريب الأطوار». يقول هندرسون:
«كان [مونبودو] من المشاهير الثانويين في إدنبرة لأنه اعتُبر غريب الأطوار جدًا. لكنه في الواقع توصل إلى فكرة أن الإنسان قد يكون نتاجًا تطوريًا وليس نتاجًا مباشرًا لخلق الله. رُفضت آرائه لظن العامة بأنه مجنون، وفي تلك الأيام كان التمسك بوجهات نظر كهذه أمرًا جدليًا للغاية. لكنه رأى فيها احتمالًا منطقيًا وقد تسببت له بقدر كبير من الذعر. في الواقع، لم يرغب بتصديق النظرية لأنه كان شديد التدين».
قد يكون مونبودو أول شخص لاحظ المهارات اللغوية التي نشأت من الرئيسيات واستمرت في تطورها عند البشر الأوائل (مونبودو، 1773). كتب عن كيفية تغير القدرات اللغوية بمرور الوقت والتي لم يقتصر تغيرها على شكل المهارات فحسب ولكن على الشكل الفيزيائي للأعضاء المنتجة للصوت أيضًا (الفم، الحبال الصوتية، اللسان، الحلق) مما يشير إلى أنه شكّل مفهوم التغيير التطوري التكيفي.
أسهب أيضًا في شرح المزايا التي أحدثها التغيير التكيفي للرئيسيات في بيئتها وحتى في التشعب المتطور للبنى الاجتماعية للرئيسيات. في رسالة إلى جيمس هاريس عام 1772، أوضح مونبودو أن نظريته في تطور اللغة (هاريس 1772) كانت ببساطة جزءًا من الكيفية التي ارتقى فيها الإنسان من الحيوانات الدنيا، وهي سابقة واضحة للفكر التطوري. علاوة على ذلك، وضع نظرية مفصلة لكيفية اكتساب الإنسان للغة بشكل تكيفي للتعامل مع بيئته واحتياجاته الاجتماعية على نحو أفضل. جادل بأن تطور اللغة مرتبط بسلسلة من الأحداث: أولًا تطور استخدام الأدوات ثم البنى الاجتماعية وأخيرًا اللغة. كان هذا المفهوم لافتًا جدًا في عصره، لأنه انحرف عن الفكر الديني الكلاسيكي القائل بأن الإنسان قد خُلق على هيئته الحالية وأن الله أنزل اللغة. في الواقع، كان مونبودو شديد التدين وأشار إلى أن وقائع الخلق لربما كانت مجرد قصص رمزية ولم يجادل في خلق الله للكون. كان مونبودو معارضًا قويًا للتفكير العلمي الآخر الذي شكك فلسفيًا في دور الله (انظر إلى خطابات مونبودو اللاذعة حول نظريات نيوتن).
بصفته مزارعًا ومربيًا للخيول، كان مونبودو مدركًا تمامًا لأهمية التكاثر الانتقائي وحتى أنه نقل نظرية التكاثر هذه في خطاباتٍ بينه وبين جيمس بوزويل لاختيار بوزويل لشريكة حياته. ذكر مونبودو في أعماله أن الصفات التنكسية يمكن أن ترثها الأجيال المتعاقبة وأنه من خلال الاختيار الانتقائي للأزواج، يمكن للكائنات تحسين الجيل التالي بالمعنى البيولوجي. يشير هذا إلى أن مونبودو فهم دور العمليات الطبيعية في التطور؛ كان الاصطفاء الصنعي نقطة بداية انطلق منها العديد من مفكري التطور الأوائل، وانطلق منها داروين ذاته.
حاول مونبودو فهم كيفية «إخراج إنسانٍ من حيوان» دون تدخل إلهي. يُعد هذا تفكيرًا مشتركًا مع مذهب الربوبية. وضع نظرية كاملة عن تطور اللغة في الحضارة المصرية لمساعدته في فهم كيفية انحدار الإنسان من الحيوان، إذ أنه شرح ازدهار اللغة نتيجة نقل المصريين للمهارات اللغوية إلى الثقافات الأخرى. رتب مونبودو البشر الأوائل إلى بريين، منعزلين، عاشبين رباعيي الحركة. اعتقد أن معاناة الشعوب المعاصرة من مختلف الأمراض ناتج عن إبعادهم عن الحالة البيئية التي عاشوها سابقًا بكونهم عراة وتعرضهم لتقلبات شديدة في المناخ.
كتب برنيت عن ثقافات عديدة (اعتمد في معظم الأحيان على روايات المستكشفين)؛ كذكره «لعديمي الشعور» و«آكلي الخشب» مثلًا في كتاب أصل اللغة وتقدمها. كان مفتونًا بطبيعة تطور لغة تلك الشعوب وكيفية تناسبها أيضًا مع النظام التطوري.
أمام كل هذا، يعتبر مؤرخو التطور اليوم مساهمة مونبودو بارزةً في هذا المجال.

يعترف بولر بحجته القائلة بأن القردة قد مثلت الشكل الأول للإنسانية (مونبودو 1774)، لكنه يواصل:
«اعتبر [مونبودو] البشر (بما في ذلك المتوحشين والقردة) مختلفين تمامًا عن باقي مملكة الحيوان. لم يظهر الاقتراح الأول الذي افترض انحدار الأنواع البشرية عبر القردة من الحيوانات الدنيا حتى صدور كتاب لامارك فلسفة الحيوان عام 1809».
كان تشارلز ديكنز على دراية بمونبودو وكتب في روايته، حياة مارتن تشازلويت ومغامراته عن «(...) مذهب مونبودو الذي يثير احتمالية أن البشر كانوا في يوم من الأيام قردةً». تأتي أهمية هذا الأمر من أن رواية مارتن تشازلويت نُشرت قبل عقود من كتابة داروين لنظريته عن التطور.
يعد تاريخ نظرية التطور مجالًا حديثًا نسبيًا في الدراسات.